# Philornis
Philornis is een geslacht van vliegen uit de familie van de echte vliegen (Muscidae). Het geslacht komt voor in Midden-Amerika en er zijn ongeveer 50 soorten. De vliegen parasiteren op een groot aantal soorten vogels. Er zijn ook soorten aangetroffen in het zuiden van de Verenigde Staten. Eén soort, Philornis downsi is per ongeluk geïntroduceerd op de Galapagoseilanden en vormt daar een bedreiging voor de inheemse Darwinvinken.

## Soorten[1]
- Philornis aitkeni
- Philornis albuquerquei
- Philornis amazonensis
- Philornis angustifrons
- Philornis bella
- Philornis blanchardi
- Philornis carinata
- Philornis cinnamomina
- Philornis deceptiva
- Philornis diminuta
- Philornis downsi
- Philornis falsifica
- Philornis fasciventris
- Philornis frontalis
- Philornis fumicosta
- Philornis gagnei
- Philornis glaucinis
- Philornis grandis
- Philornis insularis
- Philornis lopesi
- Philornis masoni
- Philornis mediana
- Philornis mima
- Philornis mimicola
- Philornis molesta
- Philornis nielseni
- Philornis niger
- Philornis obscurus
- Philornis obscurinervis
- Philornis petersoni
- Philornis pici
- Philornis porteri
- Philornis querula
- Philornis rettenmeyeri
- Philornis ruforscutellaris
- Philornis sabroskyi
- Philornis sanguinis
- Philornis schildi
- Philornis seguyi
- Philornis setinervis
- Philornis sperophila
- Philornis steini
- Philornis torquans
- Philornis trinitensis
- Philornis umanani
- Philornis univittata
- Philornis vespidicola
- Philornis vulgaris
- Philornis zeteki